# Villanova d'Ardenghi
Villanova d'Ardenghi är en ort och kommun i provinsen Pavia i regionen Lombardiet i Italien. Kommunen hade 771 invånare (2018).